# ليلى أمداح
ليلى أمداح هي فنانة تشكيلية عصامية جزائرية، من مواليد 1962م بباتنة، عاصمة الأوراس بالشرق الجزائري. تزاول مهنتها كطبيبة أسنان منذ سنة1989م.
نشأت في أسرة مميزة في ثقافتها ومولعة بفن الرسم. أقامت العديد من المعارض، انطلاقا من سنة 1984م أيام الدراسة الجامعية وأخرى بعد التخرج، تنوعت ما بين المعارض الوطنية والدولية. أهمها: باتنة، قسنطينة، سطيف، جيجل، عنابة، بسكرة، البليدة، الجزائر العاصمة، فرنسا(سنة 2003م) والمملكة العربية السعودية(سنة 2007م).
تعبر أعمالها الفنية عن تراث الجزائر وقضايا المرأة والطفل،بالإضافة إلى المواضيع العلمية.